# Rüştü Reçber
Rüştü Reçber, né le 10 mai 1973 à Antalya, est un footballeur international turc. Il joue au poste de gardien de but. 
Il est le joueur le plus capé de l'histoire de la sélection turque avec 120 sélections, devant Hakan Şükür. Il est considéré comme le meilleur gardien de but de l'histoire du football turc.

## Biographie

### Les premières années (1985-1993)
Rüştü a d'abord été reperé par l'entraîneur des gardiens Ilie Datcu, et par la suite fut présenté à Fatih Terim. Terim était impressionné par Rüştü et lui a annoncé qu'il serait un jour le plus grand gardien de but Turc de l'histoire, alors qu'il n'était que le troisième gardien dans la hiérarchie de son club. Terim recommanda Rüştü aux trois grands clubs d'Istanbul : Galatasaray, Fenerbahçe, et Beşiktaş. Enrôlé en 1991 par Antalyaspor, Rüştü parapha en 1993 un contrat avec Beşiktaş. Malheureusement, peu de temps après, il fut blessé dans un accident de voiture et ne put donc réussir les examens médicaux. Le transfert fut annulé.

### Idole de Fenerbahçe (1993-2003)
Ses qualités naturelles percent rapidement au grand jour à Antalya. Le club phare de la mégalopole la plus européenne de Turquie, Antalyaspor, l'enrôle à dix-huit ans. Rüştü assure, rassure et impressionne rapidement. Fenerbahçe le recrute dans la foulée.
À 21 ans, Reçber découvre la pression populaire inhérente aux « Canaris ». D'abord doublure d'Engin İpekoğlu (en), le titulaire en sélection d'alors, Rüştü ne reste pas longtemps dans l'ombre. Ses rares apparitions lui suffisent à faire partie du groupe turc pour l'Euro 1996.
En novembre 1999, le président de Fenerbahçe se sert de lui pour licencier l'entraîneur Zdeněk Zeman, en faisant simuler une agression de son gardien-capitaine par des « ultras », après une élimination en Coupe nationale par un club de D2. Le conflit passé, il reprend sa place et décroche un second titre de champion la saison suivante (2000-2001). Rüştü déclare alors vouloir aller jusqu'au terme de son contrat prenant fin en 2003.

### Une saison au Barça et retour à Fenerbahçe (2003-2007)
À l'aube de la saison 2003-2004, Rüştü est transféré gratuitement de Fenerbahçe au FC Barcelone. Il devient le premier joueur turc de l'histoire du Barça. En Catalogne, il ne joue que sept matchs dont seulement quatre en championnat, en raison d'une colique chronique qui l'empêche d'être opérationnel durant quasiment toute la saison.
Le 31 août 2004, il retourne à Fenerbahçe.
Il est le gardien ayant joué le plus de matchs sous les couleurs de Fenerbahçe. Il participe notamment à l'un des plus beaux exploits du club, en allant infliger sa première défaite à domicile en Coupe d'Europe depuis 40 ans à Manchester United, le 30 octobre 1996.

### Fin de carrière au Beşiktaş (2007-2012)
Rüştü Reçber signe jusqu'à la fin de la saison 2011-2012 un nouveau contrat de 2 ans avec le club de Besiktas. Il gagnera 1 600 000 TL par an.
Il annonce qu'il met un terme à sa carrière à l'issue de la saison 2011-2012.

### En équipe nationale
Rüştü Reçber connaît sa première cape le 12 octobre 1994 face à l'Islande, alors qu'il est remplaçant à Fenerbahçe comme en équipe nationale d'Engin İpekoğlu (en). Ses rares apparitions lui suffisent à faire partie du groupe turc pour l'Euro 1996. Deuxième gardien au début de la compétition, il en repart premier après la blessure d'Engin. Il donne alors satisfaction dans les cages.
Remarqué pour ses pommettes soulignées en noir pour éviter une trop grande réverbération, Rüştü Reçber frappe les esprits pendant la Coupe du monde 2002 par la qualité de ses prestations. Sobre et juste dans ses choix, il dévoile son potentiel au monde dès le premier match contre l'équipe du Brésil. Jusqu'au bout, il tient ce haut niveau, participant activement à la belle épopée turque, terminée sur la troisième marche du podium. Une régularité qui lui vaut de partager le but avec le nouveau vice-champion du monde allemand Oliver Kahn dans l'équipe-type du tournoi désignée par la FIFA.
Durant l'Euro 2008, il est appelé pour remplacer dans l'équipe turque le gardien Volkan Demirel, exclu sur carton rouge lors du match contre la Tchéquie. Le 26 juin, au lendemain de la défaite en demi-finale face à l'Allemagne, il annonce sa retraite internationale lors d'une conférence de presse. Il revient ensuite sur sa décision.
Le samedi 26 mai 2012, Rüştü porte pour la 120e et dernière fois le maillot de l'équipe de la Turquie lors d'un match amical contre la Finlande.

## Palmarès

### Équipe nationale
- Troisième de la Coupe du monde 2002 avec l'équipe de Turquie
- Demi-finaliste de l'Euro 2008 avec l'équipe de Turquie

### Club
- Championnat de Turquie (5)
  - Champion en 1996, 2001, 2005 et 2007 (Fenerbahçe) et en 2009 (Beşiktaş)[5]
- Coupe de Turquie (2)
  - Vainqueur en 2009 et 2011 (Beşiktaş)[6]

### Distinctions personnelles
- Nommé au FIFA 100 (Liste des meilleurs joueurs vivants de tous les temps)
- Élu deuxième meilleur gardien de la Coupe du monde 2002 (derrière Oliver Kahn)
- Membre de l'équipe type de la Coupe du monde 2002